# Communauté de communes du pays de Thelle
La communauté de communes du pays de Thelle est une ancienne communauté de communes française située dans le département de l'Oise, dans la région Hauts-de-France.
Elle a fusionné avec une autre intercommunalité pour former, le 1er janvier 2017, la communauté de communes Thelloise.

## Historique
La communauté de communes, qui succède au SIVOM de Noailles ainsi qu'au syndicat intercommunal du CES de Chambly et au syndicat intercommunal des ordures ménagères du Plateau de Thelle,  a été créée par un arrêté préfectoral du 31 décembre 1996.
La commune de Villers-Saint-Sépulcre adhère à l'intercommunalité en 1998, celle de Thury-sous-Clermont en 2000. Les communes d'Angy et de Balagny-sur-Thérain se retirent de la communauté de communes de Mouy le 1er novembre 2002 et rejoignent à cette date celle du Pays de Thelle
Dans le cadre des dispositions de la loi portant nouvelle organisation territoriale de la République (Loi NOTRe) du 7 août 2015, qui prévoit que les établissements publics de coopération intercommunale (EPCI) à fiscalité propre doivent avoir un minimum de 15 000 habitants, le préfet de l'Oise a publié en octobre 2015 un projet de nouveau schéma départemental de coopération intercommunale, qui prévoit la fusion de plusieurs intercommunalités, et en particulier  de la communauté de communes du Pays de Thelle et de la communauté de communes la Ruraloise, formant ainsi une intercommunalité de 42 communes et de 59 626 habitants,. Les communes de Noailles, Berthecourt, Ponchon ont alors fait part, sans succès,  de leur souhait de rejoindre la Communauté d'agglomération du Beauvaisis (CAB), mais le président de la CCPT a rappelé que la fusion devait se réaliser « bloc à bloc », que la scission impliquait l'abandon des services assurés par l'intercommunalité à ces communes et que Caroline Cayeux, présidente de la CAB a indiqué que la CAB ne s'ouvrirait à aucune commune dissidente.
La nouvelle intercommunalité, dénommée communauté de communes Thelloise, est créée par un arrêté préfectoral du 30 novembre 2016 qui a pris effet le 1er janvier 2017

## Territoire communautaire

### Composition
En 2016, la communauté de communes était composée des 36 communes suivantes :
| Nom                       | Code Insee | Gentilé             | Superficie (km2) | Population (dernière pop. légale) | Densité (hab./km2) |
| ------------------------- | ---------- | ------------------- | ---------------- | --------------------------------- | ------------------ |
| Neuilly-en-Thelle (siège) | 60450      | Novilaciens         | 15,73            | 3 309 (2014)                      | 210                |
| Abbecourt                 | 60002      | Abbecourtois        | 7,44             | 756 (2014)                        | 102                |
| Angy                      | 60015      | Angylois            | 3,60             | 1 194 (2014)                      | 332                |
| Balagny-sur-Thérain       | 60044      | Balanéens           | 6,80             | 1 604 (2014)                      | 236                |
| Belle-Église              | 60060      |                     | 7,83             | 622 (2014)                        | 79                 |
| Berthecourt               | 60065      | Berthecourtois      | 6,97             | 1 648 (2014)                      | 236                |
| Cauvigny                  | 60135      | Mavais              | 17,50            | 1 560 (2014)                      | 89                 |
| Chambly                   | 60139      | Camblysiens         | 12,87            | 9 926 (2014)                      | 771                |
| Crouy-en-Thelle           | 60185      | Cotyriaciens        | 5,87             | 1 115 (2014)                      | 190                |
| Dieudonné                 | 60197      | Deudonisiens        | 10,38            | 829 (2014)                        | 80                 |
| Ercuis                    | 60212      | Ercuisiens          | 4,38             | 1 495 (2014)                      | 341                |
| Foulangues                | 60249      | Foulanguois         | 5,13             | 198 (2014)                        | 39                 |
| Fresnoy-en-Thelle         | 60259      |                     | 6,28             | 952 (2014)                        | 152                |
| Heilles                   | 60307      | Heillois            | 6,01             | 627 (2014)                        | 104                |
| Hodenc-l'Évêque           | 60316      | Hodencquois         | 3,47             | 246 (2014)                        | 71                 |
| Hondainville              | 60317      | Hondainvillois      | 6,00             | 680 (2014)                        | 113                |
| La Neuville-d'Aumont      | 60453      |                     | 4,75             | 317 (2014)                        | 67                 |
| Laboissière-en-Thelle     | 60330      | Buccériens          | 9,64             | 1 295 (2014)                      | 134                |
| Lachapelle-Saint-Pierre   | 60334      | Pétrocapelloviciens | 4,22             | 902 (2014)                        | 214                |
| Le Coudray-sur-Thelle     | 60165      |                     | 3,76             | 529 (2014)                        | 141                |
| Le Mesnil-en-Thelle       | 60398      | Mesnilois           | 6,09             | 2 278 (2014)                      | 374                |
| Montreuil-sur-Thérain     | 60426      | Montreuillois       | 1,47             | 248 (2014)                        | 169                |
| Morangles                 | 60429      |                     | 5,93             | 414 (2014)                        | 70                 |
| Mortefontaine-en-Thelle   | 60433      |                     | 6,02             | 867 (2014)                        | 144                |
| Mouchy-le-Châtel          | 60437      | Mouchyssois         | 3,22             | 80 (2014)                         | 25                 |
| Noailles                  | 60462      | Noaillais           | 10,04            | 2 871 (2014)                      | 286                |
| Novillers                 | 60469      |                     | 4,79             | 354 (2014)                        | 74                 |
| Ponchon                   | 60504      | Ponchonnais         | 9,73             | 1 102 (2014)                      | 113                |
| Puiseux-le-Hauberger      | 60517      | Puisotins           | 5,36             | 837 (2014)                        | 156                |
| Sainte-Geneviève          | 60575      | Génovéfains         | 8,01             | 2 987 (2014)                      | 373                |
| Saint-Félix               | 60574      | Saint-Féliciens     | 5,13             | 637 (2014)                        | 124                |
| Saint-Sulpice             | 60598      | Sulpiciens          | 8,88             | 981 (2014)                        | 110                |
| Silly-Tillard             | 60620      |                     | 11,14            | 455 (2014)                        | 41                 |
| Thury-sous-Clermont       | 60638      | Thurysiens          | 5,42             | 685 (2014)                        | 126                |
| Ully-Saint-Georges        | 60651      | Ullysiens           | 18,71            | 1 897 (2014)                      | 101                |
| Villers-Saint-Sépulcre    | 60685      | Villersois          | 7,29             | 946 (2014)                        | 130                |

### Démographie
| 1968   | 1975   | 1982   | 1990   | 1999   | 2009   | 2014   |
| ------ | ------ | ------ | ------ | ------ | ------ | ------ |
| 23 111 | 25 896 | 30 786 | 38 149 | 43 147 | 45 400 | 47 443 |

## Organisation

### Siège
Le siège de la communauté de communes était à Neuilly-en-Thelle, 7 avenue de l'Europe.

### Élus
La Communauté de communes était administrée par son conseil communautaire, composé de conseillers municipaux  représentant chaque commune membre.

### Liste des présidents
| Période                                  | Période       | Identité              | Étiquette    | Qualité |
| ---------------------------------------- | ------------- | --------------------- | ------------ | --- |
| Les données manquantes sont à compléter. |               |                       |              | |
| 1997                                     | décembre 2016 | Jean-François Mancel, | RPR puis UMP | Administrateur civil Député de l'Oise (5e circ. puis 2e circ.) (1978 → 1981, 1988 → 1997 et 2013 → ) Conseiller général de Noailles (1979 → 2015) Président du conseil général de l'Oise (1985 → 2004) Conseiller municipal de Novillers (1995 → ) Président de la CC du Pays de Thelle et Ruraloise (2017 → ) |

### Compétences
L’intercommunalité exerçait les compétences qui lui ont été transférées par les communes membres, dans les conditions fixées par le code général des collectivités territoriales. Il s'agissait de : 
- Voiries
- Transports
- Communication
- Action sociale-Petite sociale
- Traitement des eaux usagées.
- Environnement
- Gestion de la ressource en eau

### Régime fiscal et budget
La Communauté de communes était un établissement public de coopération intercommunale à fiscalité propre.
Afin de financer l'exercice de ses compétences, l'intercommunalité percevait la fiscalité professionnelle unique (FPU) – qui a succédé à la taxe professionnelle unique (TPU) – et assure une péréquation de ressources entre les communes résidentielles et celles dotées de zones d'activité.
Elle percevait également une dotation globale de fonctionnement bonifiée.